# Ngepeh (Loceret)
Ngepeh is een bestuurslaag in het regentschap Nganjuk van de provincie Oost-Java, Indonesië. Ngepeh telt 6880 inwoners (volkstelling 2010).

## Geboren
- Soetomo (1888-1938), arts en nationalist